# معركة بيروذ
معركة بيروذ التي دارت بين الإمبراطورية الساسانية والخلافة الراشدة عام 23 هـ. قبل المعركة، ثارت مجموعة من أنصار الساسانيين، بقيادة رجل يُدعى بيروز، ضد الخلافة واستعدوا للقتال لكنهم هزموا في بيروذ عام 643/4.